# Pferch

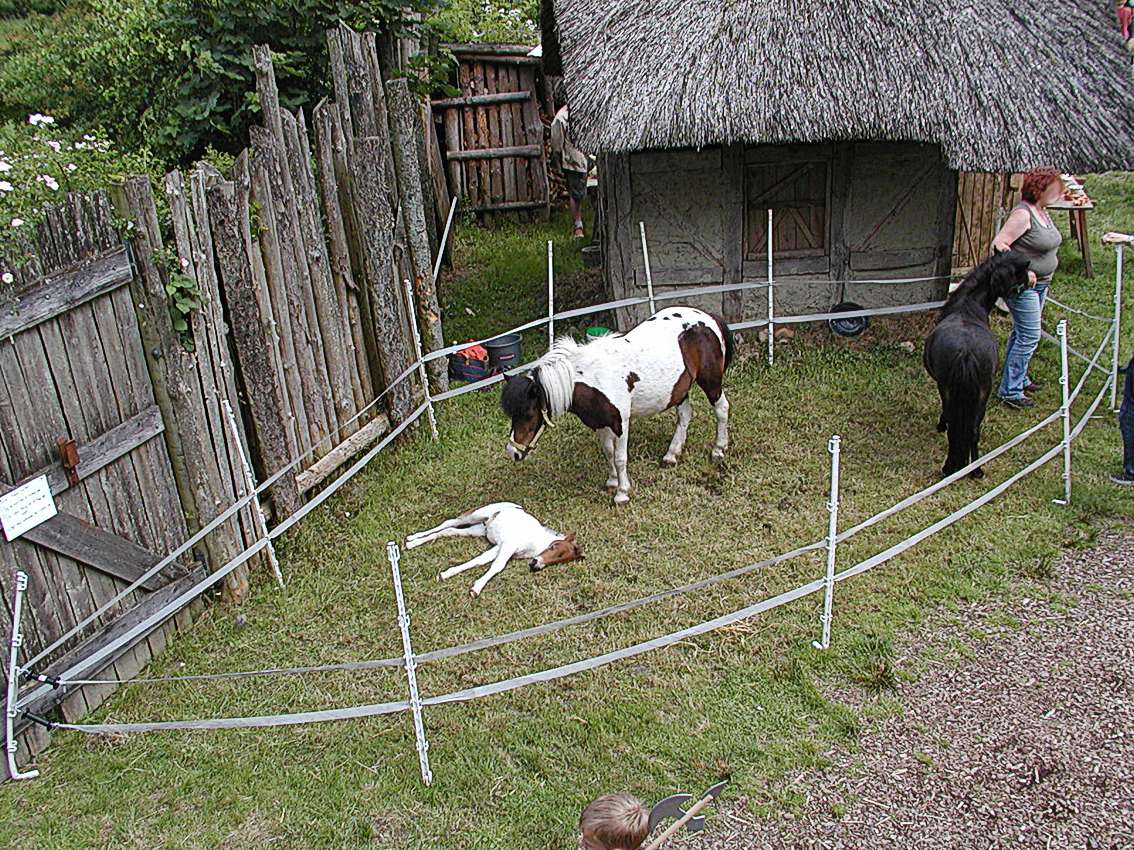
Pferch, in dem Ponys gezeigt werden

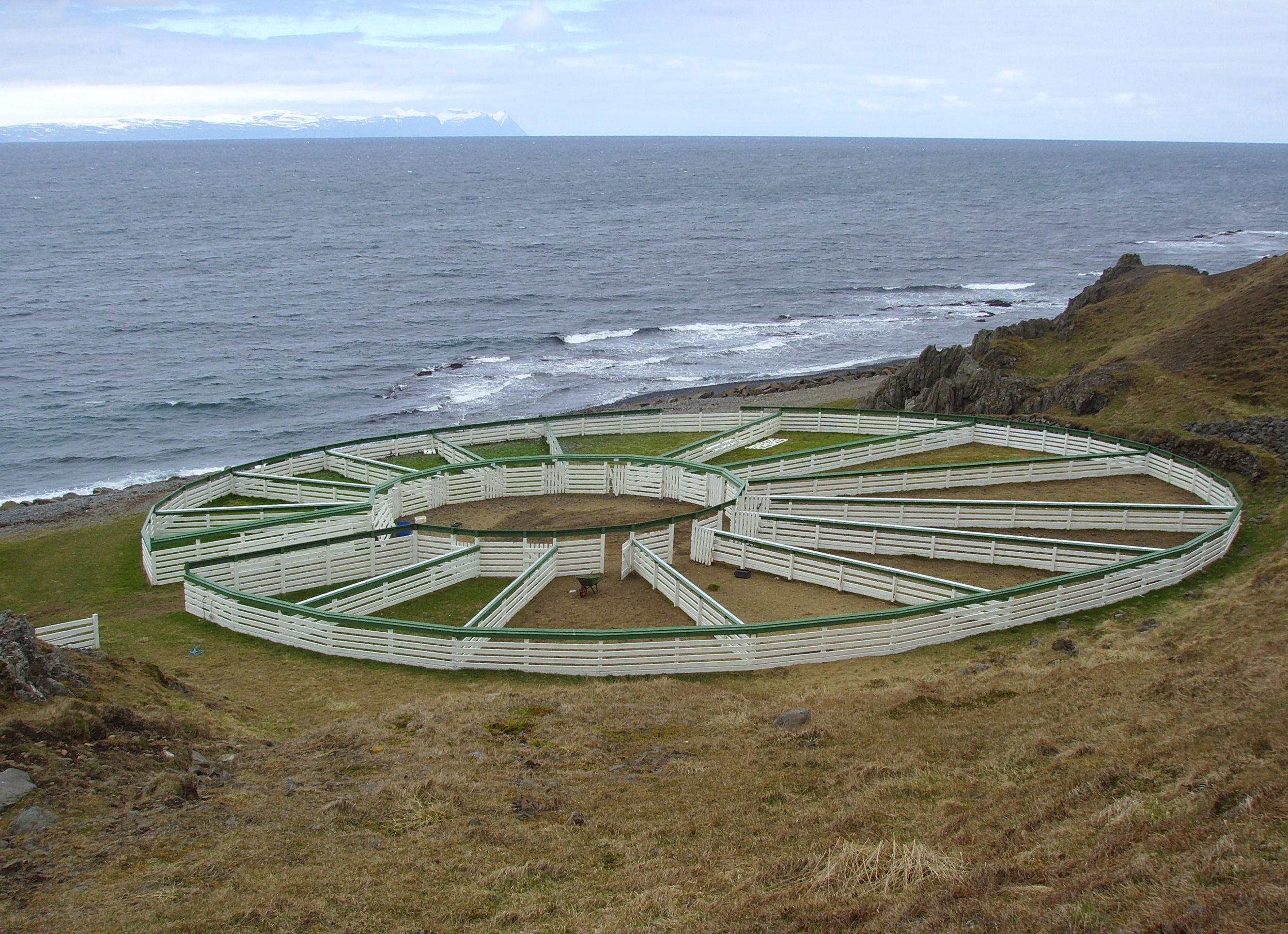
Hamarsrétt, Schafspferch auf der isländischen Vatnsnes-Halbinsel

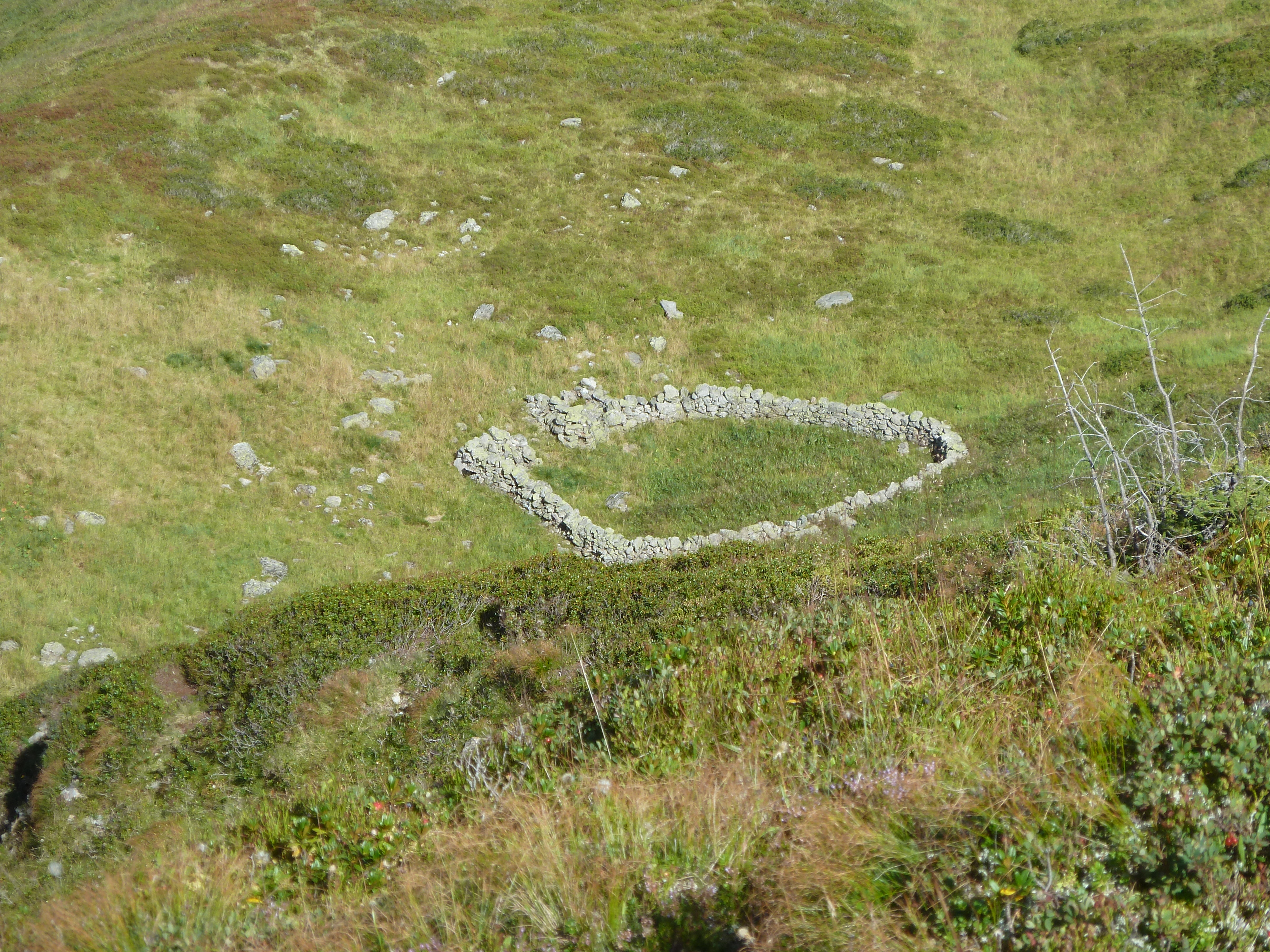
Fast völlig intakte kleinräumige Pferchanlage im Umfeld des Maurerkogels in den Kitzbüheler Alpen

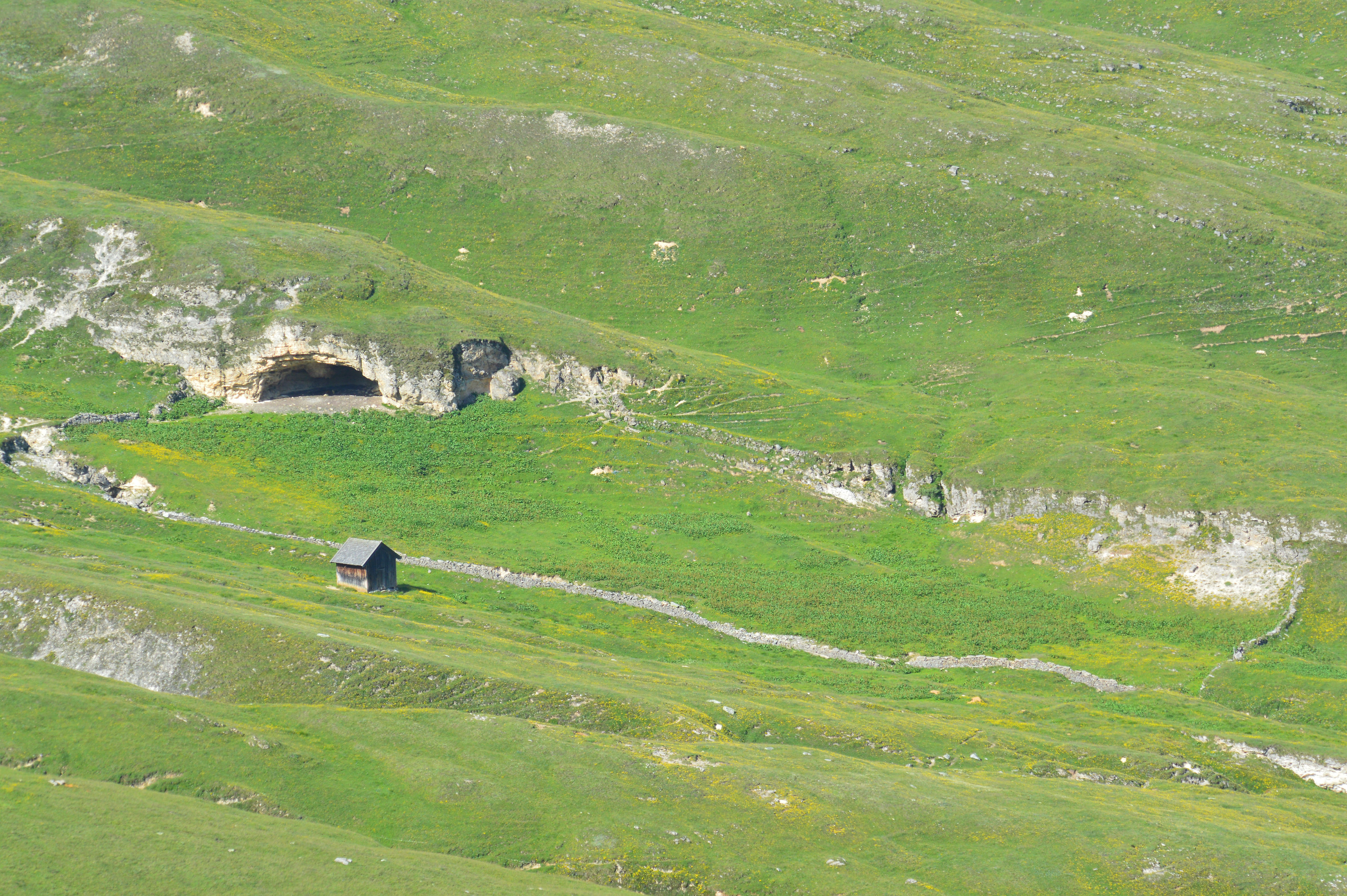
Großflächige Pferchanlage im Großglocknergebiet, die unter kluger Einbindung eines natürlichen Felsbandes und einer natürlichen Halbhöhle (Viehunterstand) errichtet wurde

Ein Pferch (mittelhochdeutsch pferrich, althochdeutsch pferrih, pfarrih, mittelniederdeutsch perk, mittelniederländisch par(ri)c, per(ri)c, mundartlich je nach Region Pförch oder auch Pfrenga (Salzburger Pinzgau) oder Korral) ist die Einfriedung einer zumeist kleineren Fläche zur vorübergehenden Beherbergung von Nutztieren in freier Natur. Er dient dem Schutz der Weidetiere vor Beutegreifern sowie dem Zusammenhalten der Herde während der Nacht oder bei Schlechtwettereinbrüchen und ermöglicht bzw. erleichtert Betreuungsmaßnahmen wie Melken, Klauen-Pflege oder Impfungen in stallfernen Gebieten.

## Baumaterialien und Bauformen
Für die Errichtung von Pferchen wurde in prähistorischer und historischer Zeit vor Ort natürlich vorkommende Baumaterialien wie Erde, Feldsteine oder Holz genutzt. Die ursprünglichsten Pferch-Eingrenzungen bestanden aus aufgeworfenen Erdwällen, lose aufeinander geworfenen Klaubsteinen oder aus ungeordnet ineinander greifenden Ästen, wenn vorhanden vorzugsweise aus Dornbüschen. War eine mehrmalige oder längere Nutzungszeit beabsichtigt, wurden Pferche mit größerer Sorgfalt errichtet. Anstelle der oben genannten Arbeitsweisen wurden beispielsweise auf Almweideflächen Einfriedungen mittels sorgfältig geschlichteteR Steine als Trockenmauerwerk errichtet und Pferche in Tallagen in Form von fixen Zäunen aus zugerichteten Holzlatten oder Stangenholz oder Mauern aus Lesesteinen oder Geröll erbaut.
Es gab und gibt von jeher runde, ovale und rechteckige Pferche mit nur einem Innenraum und einem verschließbaren Zu- und Abgang und solche mit mehreren Unterteilungen und mehreren verschließbaren Öffnungen, wie in Island, wo es in vielen Gemeinden Schafpferche aus Holzelementen oder aus Steinmauern gibt, die unterschiedlich große Segmente aufweisen. In diesen Gemeinschafts-Pferchen werden die Schafe, die das Sommerhalbjahr als Weidetiere im Landesinneren verbracht haben, im Herbst gesammelt, von den Besitzern identifiziert und anschließend in die Stallungen der jeweiligen Höfe getrieben, wo sie das Winterhalbjahr verbringen.
In den Alpen gewinnen neben Maßnahmen wie der Betreuung der Herden durch Hirten und dem Einsatz von Herdenschutzhunden mobile Pferche vor allem seit dem Wiederauftreten des Wolfes erneut an Bedeutung.

## Vorkommen und Lage
Pferche wurden vor allem auf stallfernen Weideflächen und in Landstrichen, in denen auf Grund des Klimas keine festen Stallungen vonnöten sind, seit Jahrtausenden errichtet, werden aber auch noch in der Gegenwart erbaut und genutzt. Die Nutzung von Pferchen ist in den Ostalpen bereits seit der Bronzezeit nachgewiesen. Überreste prähistorischer, mittelalterlicher und neuzeitlicher Pferchanlagen finden sich noch heute vor allem auf hochgelegenen Almweideflächen. Sie wurden meist am Fuße eines Abhanges in unmittelbarer Nähe eines Wasservorkommens angelegt.

## Sonstiges
Ein einzelnes, ursprünglich aus Flechtwerk gefertigtes transportables Zaunelement nennt man „Hürde“, im erweiterten Sinn auch den gesamten Pferch. Gelegentlich werden auch Paddocks als Pferch bezeichnet.
Damit zusammenhängende juristische Regelungen wurden früher als „Pferchrecht“ bzw. „Hordenschlag“ bezeichnet.